# Rosa Balistreri
Rosa Balistreri (Licata, 21 marzo 1927 – Palermo, 20 settembre 1990) è stata una cantautrice e cantastorie italiana.

## Biografia
Nacque a Licata da padre falegname e madre casalinga. Fin da giovanissima era dotata di timbro vocale forte e originale che le permise in seguito di interpretare le canzoni popolari siciliane con un tono fortemente drammatico. 
Si sposò con Giacomo Torregrossa, detto Iachinazzu. Fu un matrimonio combinato e dopo che il marito perse al gioco il corredo della figlia Angela, Rosa tentò di ucciderlo e subito andò a costituirsi dai carabinieri. Gioacchino sopravvisse e Rosa venne presto scarcerata con la condizionale. Per mantenere la figlia fece diversi lavori. Lavorò presso una famiglia dalla quale venne poi denunciata per furto e venne messa in carcere per altri sette mesi. Uscita dal carcere si trasferì a Palermo. Il conte Testa le diede lavoro come custode/sagrestana nella chiesa di Santa Maria degli Agonizzanti, dove visse nel sottoscala con il fratello Vincenzo. Ricevette le molestie del nuovo prete e, con i soldi delle elemosine, partì con il fratello per Firenze dove lavorò come domestica e il fratello poté aprire una bottega da calzolaio, richiamando a sé le sorelle Mariannina e Maria: una rimase a Licata, l'altra, dopo un ennesimo litigio con il marito, prese i figli e raggiunse Rosa. Il marito inseguì Maria, e trovatala, la uccise. Il padre per il dispiacere si impiccò. Rosa visse per 12 anni con il pittore Manfredi Lombardi, che la presentò ad artisti quali Mario De Micheli, Ignazio Buttitta, Dario Fo. Nel 1966 e nel 1969 partecipò alle prime due edizioni dello spettacolo Ci ragiono e canto per la regia di Dario Fo.
Per circa un ventennio visse a Firenze per poi trasferirsi nel 1971 a Palermo. Lasciata da Manfredi per una modella, per mantenere sé e la figlia che nel frattempo per amore aveva lasciato il collegio e aspettava un figlio, cantò per la Festa de l'Unità e recitò nel Teatro Stabile di Catania. Nel 1974 partecipò assieme ad altri esponenti del folk a Canzonissima. Dal 1976 è stata accompagnata spesso da Mario Modestini, musicista e compositore, che ha scritto per la sua voce le musiche de La ballata del sale (1979), di Buela (1982) e di Ohi Bambulè (1987).
Morì a 63 anni, presso l'ospedale palermitano Villa Sofia in seguito a un ictus cerebrale sopraggiunto durante una tournée in Calabria.
Rosa Balistreri è sepolta nel cimitero di Trespiano.

## Nella cultura di massa
- Il 31 maggio 2008 è stato organizzato Terra ca nun senti (ovvero Terra che non sente, brano escluso in extremis dal Festival di Sanremo 1973 perché risultato non inedito), un concerto tributo per Etnafest 2008 con mostra dedicata, svoltosi in piazza Università a Catania, che ha visto la partecipazione di Rita Botto, Carmen Consoli, Giorgia, Patrizia Laquidara, Nada, Marina Rei, Etta Scollo, Tosca, Paola Turci, Ornella Vanoni, Alfio Antico, Faraualla, Emma Dante, con l'Etna Orchestra diretta da Salvo Cantone. Mostra dedicata degli oggetti e quadri appartenuti a Rosa Balistreri presso il Monastero dei Benedettini curata da Luca Torregrossa, Sebastiano Gesù, Angelo Scandurra.

- Nel 2017 viene prodotto e trasmesso da Rai Storia per la serie Italiani il film-documentario "Rosa Balistreri - un film senza autore"[2] di Marta La Licata, con la regia di Fedora Sasso, una monografia dedicata alla cantante con la pubblicazione di alcuni inediti e le testimonianze e l'omaggio di intellettuali che con lei collaborarono, fra i quali Andrea Camilleri, Leo Gullotta, Otello Profazio, Gianni Belfiore, Ignazio Buttitta, Luca Torregrossa.

- Il 21 marzo 2024, giorno del suo compleanno, è stata aperta la dimora della cantautrice, adesso trasformata in un museo.[3]
- È ricordata con affetto nel libro Inventario della nostalgia di Giorgio Gizzi (Atlantide, Roma 2024), pp. 143-145.
- Il 7 maggio 2025 è uscito il film "L'amore che ho" di Paolo Licata, con Donatella Finocchiaro e Lucia Sardo, e il contributo canoro di Carmen Consoli.

## Discografia
- La voce della Sicilia (1967, Tauro Record)
- Un matrimonio infelice (1967, Tauro Record)
- La cantatrice del Sud (1973, RCA ried. de La voce della Sicilia)
- Amore tu lo sai la vita è amara (1971, Cetra Folk)
- Terra che non senti (1973, Cetra Folk)
- Noi siamo nell'inferno carcerati (1974, Cetra Folk)
- Amuri senza amuri (1974, Cetra Folk)
- Vinni a cantari all'ariu scuvertu (1978, Cetra Folk)
- Concerto di Natale (1985, PDR)

### Pubblicazioni postume
- Rosa Balistreri (1996, Teatro del Sole - riedizione in CD de La voce della Sicilia)
- Un matrimonio infelice (1997, Teatro del Sole - riedizione in CD)
- Amore tu lo sai la vita è amara (2000, Teatro del Sole - riedizione in CD)
- Terra che non senti (2000, Teatro del Sole - riedizione in CD)
- Noi siamo nell'inferno carcerati (2000, Teatro del Sole - riedizione in CD)
- Vinni a cantari all'ariu scuvertu (2000, Teatro del Sole - riedizione in CD)
- Rari e Inediti (1997, Teatro del Sole)
- Collection... la raggia, lu duluru, la passione (2004, Lucky Planets), CD1 e CD2
- Rosa canta e cunta - Rari e Inediti (2007, Teatro del Sole, Graham & Associati)
- Amuri senza amuri (2007, Lucky Planets - riedizione in CD)
- Rosa del Sud Remix di Milagro Acustico musiche di Bob Salmieri (2019 Cultural Bridge Indie Label)